# Akkineni Nageswara Rao
Akkineni Nageswara Rao (20 de septiembre de 1923-22 de enero de 2014) fue un destacado actor de cine, cantante y productor indio, sobre todo en el cine telugu. 
Fue el menor de cinco hermanos en una familia pobre. Entró en el campo de las bellas artes a través del teatro. Se convirtió en un famoso artista de escenario, especializado en el papel de los personajes femeninos, porque las mujeres en esa época tenían prohibido actuar. Algunas de las famosas obras de teatro en que actuó eran Harishchandra, Kanakatara, Vipranarayana, Telugu Talli, Aasajyoti y Satyanveshanam.
Posteriormente, fue descubierto, por casualidad, por el productor prominente de películas, Ghantasala Balaramaiah, en la estación de tren de Vijayawada. Luego fue elegido para la película Dharmapatni. Desde entonces, Nageswara Rao ha protagonizado varias películas de diversos géneros durante su incomparable carrera como actor de 75 años. Ganó tres premios Filmfare al Mejor Actor Telugu en su carrera como actor.
Fue galardonado con el Padma Vibhushan, segundo más alto galardón civil de la India, por su contribución al cine de la India, y es el destinatario del premio Dadasaheb Phalke, el más alto galardón a la trayectoria individual de películas en la India.